# Milanaise
Ne doit pas être confondu avec Escalope à la milanaise.
La milanaise est une pâtisserie d'origine italienne, sous forme de tarte aux amandes fourrée de confiture ou de crème pâtissière.